# Schweregradient
Als Schweregradienten bezeichnet man in der Erdmessung die Änderung der Schwerebeschleunigung im Raum. Dabei unterscheidet man zwischen vertikalem und horizontalem Schweregradienten.

## Vertikaler Schweregradient
Als vertikaler Schweregradient wird die Änderung {\displaystyle {\frac {\mathrm {d} g}{\mathrm {d} h}}} der Schwerebeschleunigung {\displaystyle g} mit der Höhe {\displaystyle h} bezeichnet. Letztere bezieht sich – je nach Rechenmodell – auf das Geoid bzw. auf die Referenzfläche einer Landesvermessung oder das mittlere Erdellipsoid.

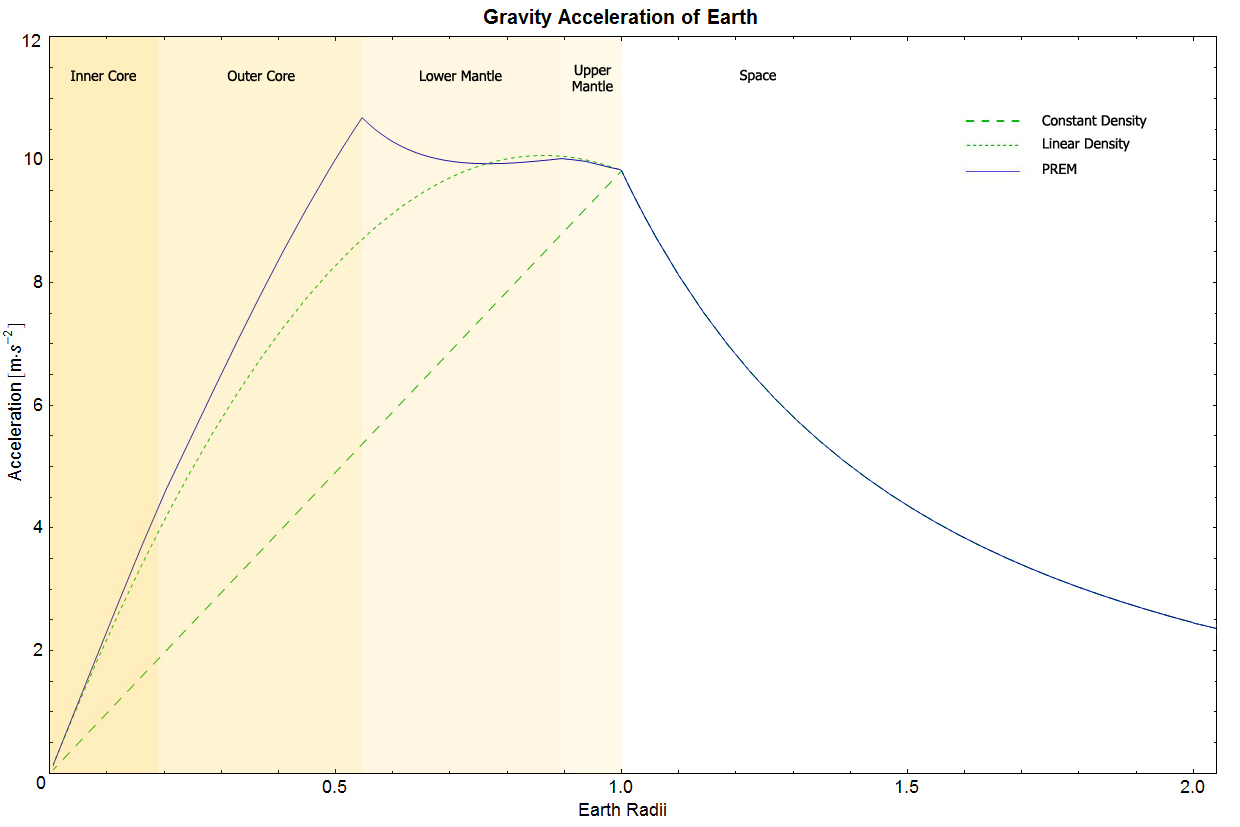
Schwerebeschleunigung aufgetragen über dem Abstand vom Erdmittelpunkt;
unterhalb der Erdoberfläche steigt die Schwere bis zur Kern-Mantel-Grenze

- Im Flachland beträgt der Vertikalgradient durchschnittlich −0,3086 mGal/Meter = -3,086 µm/(s²·m) und wird Freiluftgradient genannt, die Schwerebeschleunigung nimmt dabei mit zunehmender Höhe ab (siehe Höhenabhängigkeit der Normalschwere).
- Im Hügelland variiert er um einige Prozent,
- im Hochgebirge jedoch 10-mal stärker, weil er stark von der Geländeform beeinflusst wird. In einem sehr steilen, engen Tal kann er fast jenen Wert annehmen, der in einem Bohrloch herrscht (etwa −0,1 mGal/m).
- Im Erdinneren in der Erdkruste beträgt der Prey- oder „innere Gradient“ etwa −0,085 mGal/m, mit zunehmender Tiefe (d. h. mit abnehmender Höhe) nimmt die Schwerebeschleunigung wegen der hohen Dichte des Erdkerns leicht zu.

Die Vertikalgradienten sind einerseits für geologisch-geophysikalische Untersuchungen von Bedeutung. Andererseits werden sie zur Reduktion gemessener Schwerewerte benötigt, denn die Vermessung des Erdschwerefeldes ist nur sinnvoll, wenn die Daten anschließend auf eine einheitliche Höhe umgerechnet werden. Die so erhaltenen Differenzen zu einem regionalen Mittelwert werden Schwereanomalien genannt.
Eine Besonderheit stellt der Bouguergradient (nach Pierre Bouguer) dar. Er beträgt etwa −0,19 mGal/m und ergibt sich aus dem Freiluftgradient, wenn die unter dem Messpunkt liegende Geländeplatte weggerechnet wird. Damit erhält man die Bougueranomalien, welche eine allenfalls abweichende Gesteinsdichte im Untergrund anzeigen. Man verwendet sie in der Geophysik und zur Suche nach Lagerstätten.
Vertikalgradienten treten auch in größerer Entfernung von der Erde auf und können dazu genutzt werden, einen Satelliten auf einer Umlaufbahn erdfest zu orientieren (Gravitationsstabilisation). Dies geschieht auch auf natürliche Weise mit jedem länglichen Körper in einer Umlaufbahn.

## Horizontaler Schweregradient
Der horizontale Schweregradient hat eine geringere Bedeutung und ist auch wesentlich kleiner als der vertikale Schweregradient. Spezielle Projekte der Gravimetrie und der Erdmessung benutzen die horizontale Schwereänderung, um Details über die obere Erdkruste oder den Geoidverlauf zu untersuchen. Als Einheit wird meist das Eötvös verwendet, benannt nach dem Ungarn Roland Eötvös, der in den 1920ern die Drehwaage konstruierte. Sie wurde besonders in der Erdöl-Exploration verwendet, bevor ab etwa 1960 die modernen Gravimeter aufkamen.
Die jüngste Anwendung horizontaler Schweregradienten kommt aus der Satellitengeodäsie. Spezielle geodätische Satelliten wie GRACE und der ehemalige GOCE messen die Änderungen der Schwerkraft innerhalb der Sonden in drei bis sechs Richtungen mit Gradiometern; auch genaue Mikrowellen-Distanzmessungen zwischen zwei hintereinander fliegenden Satelliten können diese Gradienten erfassen. Damit ist eine regionale Geoidbestimmung möglich, die im Mittel über etwa 100 km × 100 km eine Genauigkeit von einem Zentimeter erreicht und zur Erfassung langfristiger Änderungen der Erde geplant ist.
Die Gradiometrie (Messung von Schweregradienten) wird künftig in flachen Ländern die traditionelle Geoidbestimmung mit Gravimetrie oder Astrogeodäsie ersetzen. Im Gebirge sind jedoch die Einflüsse des Geländes auf die Schwerkraft nur schwierig zu erfassen, weshalb dort weiterhin die terrestrische Gravimetrie einzusetzen ist.